# Llaves (Camaleño)
Llaves es una localidad española del municipio de Camaleño, perteneciente a la comunidad autónoma de Cantabria.

## Geografía
La localidad está ubicada a 610 m s. n. m. y a 6 kilómetros de la capital municipal, Camaleño.

## Historia
Hacia mediados del siglo XIX, el lugar era referido como una aldea ya por entonces perteneciente al municipio de Camaleño. Aparece descrito en el décimo volumen del Diccionario geográfico-estadístico-histórico de España y sus posesiones de Ultramar de Pascual Madoz con las siguientes palabras:

LLAVES: ald. en la prov. de Santander, part. jud. de Potes; pertenece al l. de Mogrovejo. (V.)
(Madoz, 1847, p. 491)

En 2023, la entidad singular de población de Llaves tenía empadronados 17 habitantes, todos ellos en el núcleo de población de ese nombre.

## Patrimonio
La iglesia parroquial se encuentra reconstruida. Hay en ella diversas imágenes del siglo XVII.